# Église Saint-André d'Agde
Pour les articles homonymes, voir Église Saint-André.
L'église Saint-André d'Agde est la plus ancienne église d'Agde, ville du département français de l'Hérault et la région Occitanie.

## Localisation
L'église Saint-André est située place Gambetta, dans la vieille ville d'Agde, dans l'Hérault, en Languedoc-Roussillon, en France.

## Histoire
Cette église, construite au Ve siècle, est la plus ancienne de la ville. Elle a été le siège du concile d'Agde qui s'est tenu en 506 sous le règne du roi wisigoth Alaric II.
Le site de la paroisse indique qu'une messe y est dite tous les jeudis à 9 h 30.

## Protection
L'église fait l’objet d’un classement au titre des monuments historiques depuis le 3 avril 1984.